# Cygów
Cygów (prononciation : [ˈt͡sɨɡuf]) est un village polonais de la commune de Poświętne dans le powiat de Wołomin de la voïvodie de Mazovie dans le centre-est de la Pologne.
Il se situe à environ 13 kilomètres à l'est de Wołomin (siège du powiat) et à 32 kilomètres au nord-est de Varsovie (capitale de la Pologne).
De 1975 à 1998, le village appartenait administrativement à la voïvodie de Siedlce.

## Histoire
Au temps du Royaume du Congrès la commune, (gmina), de Cygów existait et Poswietne en faisait partie..
Des recherches archéologiques au XIXe siècle démontrent l'existence d'un village et son cimetière en ce lieu il y a deux mille ans, voir 'le rapport des deux maires, (1820)'.
Vers 1445 une paroisse nommée Cygów, ou 'Cygowo', fut créée à partir d'une part du domaine de Kobyłka. En 1527 la famille Ronczajski fait construire à cet endroit une église, Saint Jean Baptiste et Saint Adalbert, Évêque et Martyr. En 1755 une tempête détruit la construction en bois. Le propriétaire du château de Cygów, Dyzma Szymanowski, y érige en 1762 une nouvelle église,.
Le domaine de Cygów comprenait alors les villages de Jadwinów (et les terres attenantes de Laskowizna, les forêts de Stróżka et Suchołąg) Cygów, Górale, Poświętne, Turze et Wola Cygowska. Ce dernier fut acheté à la fin du XVIIIe siècle par la famille de Karol Maurycy Lelewel.
À partir de 1867, l'année de la mort de Feliks Korwin-Szymanowski (pl), arrière petit-fils de Dyzma, le domaine endetté fut progressivement vendu. En 1885 les restes, ainsi que le château, furent probablement confisqués au seigneur de l'époque, Théodore de Korwin Szymanowski et vendus aux enchères. Le château fut rapidement détruit et la paroisse re-désignée comme étant dans le village voisin de Poswietne.

## Personnalités liées avec Cygów
- Teodor Szydłowski (Voivode de Płock, 1697-1795) beau-père de Dyzma Szymanowski
- Dyzma Szymanowski (1719-1784) – Chambellan du roi Auguste III
- Auguste III - roi de Pologne
- Stanisław August Poniatowski - dernier roi de Pologne
- Karol Maurycy Lelewel (1748-1830)
- Teodor Dyzma Szymanowski (1756-1804) – sénateur et chambellan
- Feliks Łubieński (1758-1848) Ministre de la justice
- Joachim Lelewel (1786-1861) – historien
- Piotr Łubieński (1786-1867) - général
- Prot Adam Lelewel (1790-1884) – la Campagne de Prusse et de Pologne
- Feliks Korwin-Szymanowski (1791-1867) – officier dans la Campagne de Russie
- Julian Malczewski (1820-1883) - secrétaire de la Banque de Crédit (Pologne)
- Théodore de Korwin Szymanowski (1846-1901) – écrivain[6],[7]
- Bernard Alojzy Łubieński (1846-1933) - prêtre rédemptoriste, éecrivain[8]
- Jacek Malczewski (1854-1929) - peintre
- Feliks Franciszek Szymanowski (1875-1943) – ingénieur Centralien (Paris) et prêtre
- Eustachy Korwin-Szymanowski (1876-1936) – directeur de la Banque de Pologne